# Сельсоветы Курской области
После распада СССР Курская область сохранила систему сельсоветов.
Согласно закону об административно-территориальном устройстве Курской области, сельсовет — административно-территориальная единица, включающая в свой состав один или несколько сельских населённых пунктов, при осуществлении местного самоуправления в границах районов, сельсоветов они сохраняют статус самостоятельных единиц административно-территориального устройства области. С 2000 года количество сельсоветов не изменяется.
В 2004 году на основе сельсоветов как административно-территориальных единиц были образованы сельсоветы как муниципальные образования (сельские поселения). С 2010 года наблюдается сокращение сельсоветов как муниципальных образований в результате объединения, на количестве сельсоветов как административно-территориальных единиц это не отражается.

## Список сельсоветов
Список сельсоветов как административно-территориальных единиц приводится согласно Реестру.
480 сельсоветам как административно-территориальным единицам соответствуют 287 сельсоветов как муниципальных образований (сельских поселений).
| №   | Сельсовет           | Административное подчинение | Сельское поселение (сельсовет) на уровне муниципального устройства | Комментарий                       |
| --- | ------------------- | --------------------------- | ------------------------------------------------------------------ | --------------------------------- |
| 1   | 1-й Засеймский      | Мантуровский район          | Мантуровский сельсовет Мантуровского МР                            |                                   |
| 2   | 1-й Поныровский     | Поныровский район           | 1-й Поныровский сельсовет Поныровского МР                          |                                   |
| 3   | 2-й Засеймский      | Мантуровский район          | 2-й Засеймский сельсовет Мантуровского МР                          |                                   |
| 4   | 2-й Поныровский     | Поныровский район           | 2-й Поныровский сельсовет Поныровского МР                          |                                   |
| 5   | Азаровский          | Касторенский район          | Краснодолинский сельсовет Касторенского МР                         |                                   |
| 6   | Акимовский          | Рыльский район              | Студенокский сельсовет Рыльского МР                                |                                   |
| 7   | Александровский     | Рыльский район              | Студенокский сельсовет Рыльского МР                                |                                   |
| 8   | Александровский     | Советский район             | Александровский сельсовет Советского МР                            |                                   |
| 9   | Алексеевский        | Глушковский район           | Алексеевский сельсовет Глушковского МР                             |                                   |
| 10  | Алексеевский        | Касторенский район          | Алексеевский сельсовет Касторенского МР                            |                                   |
| 11  | Амонский            | Хомутовский район           | Калиновский сельсовет Хомутовского МР                              |                                   |
| 12  | Амосовский          | Медвенский район            | Амосовский сельсовет Медвенского МР                                |                                   |
| 13  | Андреевский         | Касторенский район          | Андреевский сельсовет Касторенского МР                             |                                   |
| 14  | Андросовский        | Железногорский район        | Андросовский сельсовет Железногорского МР                          |                                   |
| 15  | Ануфриевский        | Золотухинский район         | Ануфриевский сельсовет Золотухинского МР                           |                                   |
| 16  | Апальковский        | Золотухинский район         | Апальковский сельсовет Золотухинского МР                           |                                   |
| 17  | Артюховский         | Октябрьский район           | Артюховский сельсовет Октябрьского МР                              |                                   |
| 18  | Артюшковский        | Рыльский район              | Некрасовский сельсовет Рыльского МР                                |                                   |
| 19  | Афанасьевский       | Курчатовский район          | Костельцевский сельсовет Курчатовского МР                          |                                   |
| 20  | Афанасьевский       | Обоянский район             | Афанасьевский сельсовет Обоянского МР                              |                                   |
| 21  | Афанасьевский       | Солнцевский район           | Бунинский сельсовет Солнцевского МР                                |                                   |
| 22  | Бабинский           | Обоянский район             | Бабинский сельсовет Обоянского МР                                  |                                   |
| 23  | Банинский           | Фатежский район             | Банинский сельсовет Фатежского МР                                  |                                   |
| 24  | Банищанский         | Льговский район             | Густомойский сельсовет Льговского МР                               |                                   |
| 25  | Барковский          | Тимский район               | Барковский сельсовет Тимского МР                                   |                                   |
| 26  | Басовский           | Железногорский район        | Рышковский сельсовет Железногорского МР                            |                                   |
| 27  | Башкатовский        | Обоянский район             | Башкатовский сельсовет Обоянского МР                               |                                   |
| 28  | Беличанский         | Беловский район             | Беличанский сельсовет Беловского МР                                |                                   |
| 29  | Беловский           | Беловский район             | Беловский сельсовет Беловского МР                                  |                                   |
| 30  | Белоколодезский     | Золотухинский район         | Ануфриевский сельсовет Золотухинского МР                           | до 2006: Бело-Колодезский         |
| 31  | Беляевский          | Конышёвский район           | Беляевский сельсовет Конышёвского МР                               |                                   |
| 32  | Березниковский      | Рыльский район              | Березниковский сельсовет Рыльского МР                              |                                   |
| 33  | Березовецкий        | Поныровский район           | Первомайский сельсовет Поныровского МР                             |                                   |
| 34  | Берёзовский         | Дмитриевский район          | Старогородский сельсовет Дмитриевского МР                          |                                   |
| 35  | Бесединский         | Курский район               | Бесединский сельсовет Курского МР                                  |                                   |
| 36  | Благодатенский      | Кореневский район           | Пушкарский сельсовет Кореневского МР                               |                                   |
| 37  | Бобравский          | Беловский район             | Бобравский сельсовет Беловского МР                                 |                                   |
| 38  | Бобровский          | Поныровский район           | Горяйновский сельсовет Поныровского МР                             |                                   |
| 39  | Бобровский          | Рыльский район              | Бобровский сельсовет Рыльского МР                                  |                                   |
| 40  | Бобрышевский        | Пристенский район           | Бобрышевский сельсовет Пристенского МР                             |                                   |
| 41  | Богатырёвский       | Горшеченский район          | Богатырёвский сельсовет Горшеченского МР                           |                                   |
| 42  | Большеалешнянский   | Хомутовский район           | Ольховский сельсовет Хомутовского МР                               |                                   |
| 43  | Большеанненковский  | Фатежский район             | Большеанненковский сельсовет Фатежского МР                         |                                   |
| 44  | Большебутырский     | Мантуровский район          | Останинский сельсовет Мантуровского МР                             |                                   |
| 45  | Большегнеушевский   | Рыльский район              | Никольниковский сельсовет Рыльского МР                             |                                   |
| 46  | Большедолженковский | Октябрьский район           | Большедолженковский сельсовет Октябрьского МР                      |                                   |
| 47  | Колычевский         | Фатежский район             | Большежировский сельсовет Фатежского МР                            |                                   |
| 48  | Большезмеинский     | Щигровский район            | Большезмеинский сельсовет Щигровского МР                           |                                   |
| 49  | Большекрюковский    | Пристенский район           | Котовский сельсовет Пристенского МР                                |                                   |
| 50  | Большенизовцевский  | Рыльский район              | Некрасовский сельсовет Рыльского МР                                |                                   |
| 51  | Большесетинский     | Пристенский район           | Пристенский сельсовет Пристенского МР                              |                                   |
| 52  | Большесолдатский    | Большесолдатский район      | Большесолдатский сельсовет Большесолдатского МР                    |                                   |
| 53  | Большеугонский      | Льговский район             | Большеугонский сельсовет Льговского МР                             |                                   |
| 54  | Борисовский         | Льговский район             | Городенский сельсовет Льговского МР                                |                                   |
| 55  | Борковский          | Суджанский район            | Борковский сельсовет Суджанского МР                                |                                   |
| 56  | Борщенский          | Большесолдатский район      | Волоконский сельсовет Большесолдатского МР                         |                                   |
| 57  | Брежневский         | Курский район               | Брежневский сельсовет Курского МР                                  |                                   |
| 58  | Брусовской          | Поныровский район           | Возовский сельсовет Поныровского МР                                | в 2004, 2005—2006: Брусовский     |
| 59  | Будановский         | Золотухинский район         | Будановский сельсовет Золотухинского МР                            |                                   |
| 60  | Бунинский           | Солнцевский район           | Бунинский сельсовет Солнцевского МР                                |                                   |
| 61  | Бушменский          | Обоянский район             | Каменский сельсовет Обоянского МР                                  |                                   |
| 62  | Быкановский         | Обоянский район             | Быкановский сельсовет Обоянского МР                                |                                   |
| 63  | Быковский           | Горшеченский район          | Быковский сельсовет Горшеченского МР                               |                                   |
| 64  | Быстрецкий          | Тимский район               | Быстрецкий сельсовет Тимского МР                                   |                                   |
| 65  | Бычковский          | Дмитриевский район          | Первоавгустовский сельсовет Дмитриевского МР                       |                                   |
| 66  | Бычковский          | Касторенский район          | Краснодолинский сельсовет Касторенского МР                         |                                   |
| 67  | Ваблинский          | Конышёвский район           | Ваблинский сельсовет Конышёвского МР                               |                                   |
| 68  | Вереитиновский      | Золотухинский район         | Ануфриевский сельсовет Золотухинского МР                           |                                   |
| 69  | Веретенинский       | Железногорский район        | Веретенинский сельсовет Железногорского МР                         |                                   |
| 70  | Верхне-Смородинский | Поныровский район           | Верхне-Смородинский сельсовет Поныровского МР                      |                                   |
| 71  | Верхнеапоченский    | Советский район             | Верхнерагозецкий сельсовет Советского МР                           |                                   |
| 72  | Верхнеграйворонский | Касторенский район          | Верхнеграйворонский сельсовет Касторенского МР                     |                                   |
| 73  | Верхнегрунский      | Кореневский район           | Толпинский сельсовет Кореневского МР                               |                                   |
| 74  | Верхнекасиновский   | Курский район               | Брежневский сельсовет Курского МР                                  |                                   |
| 75  | Верхнелюбажский     | Фатежский район             | Верхнелюбажский сельсовет Фатежского МР                            |                                   |
| 76  | Верхнеольшанский    | Пристенский район           | Среднеольшанский сельсовет Пристенского МР                         |                                   |
| 77  | Верхнеплосковский   | Пристенский район           | Черновецкий сельсовет Пристенского МР                              |                                   |
| 78  | Верхнерагозецкий    | Советский район             | Верхнерагозецкий сельсовет Советского МР                           |                                   |
| 79  | Верхнехотемльский   | Фатежский район             | Верхнехотемльский сельсовет Фатежского МР                          |                                   |
| 80  | Верхотопенский      | Касторенский район          | Семёновский сельсовет Касторенского МР                             |                                   |
| 81  | Веселовский         | Глушковский район           | Веселовский сельсовет Глушковского МР                              |                                   |
| 82  | Викторовский        | Кореневский район           | Викторовский сельсовет Кореневского МР                             |                                   |
| 83  | Винниковский        | Курский район               | Винниковский сельсовет Курского МР                                 |                                   |
| 84  | Вишневский          | Беловский район             | Вишневский сельсовет Беловского МР                                 |                                   |
| 85  | Вишнёвский          | Щигровский район            | Вишнёвский сельсовет Щигровского МР                                |                                   |
| 86  | Вознесеновский      | Касторенский район          | Егорьевский сельсовет Касторенского МР                             |                                   |
| 87  | Возовский           | Поныровский район           | Возовский сельсовет Поныровского МР                                | до 2005: Возовской                |
| 88  | Волжанский          | Советский район             | Волжанский сельсовет Советского МР                                 |                                   |
| 89  | Волковский          | Железногорский район        | Волковский сельсовет Железногорского МР                            |                                   |
| 90  | Волоконский         | Большесолдатский район      | Волоконский сельсовет Большесолдатского МР                         |                                   |
| 91  | Воробжанский        | Суджанский район            | Воробжанский сельсовет Суджанского МР                              |                                   |
| 92  | Воробьёвский        | Золотухинский район         | Будановский сельсовет Золотухинского МР                            |                                   |
| 93  | Воробьёвский        | Солнцевский район           | Шумаковский сельсовет Солнцевского МР                              |                                   |
| 94  | Ворошневский        | Курский район               | Ворошневский сельсовет Курского МР                                 |                                   |
| 95  | Выгорновский        | Тимский район               | Выгорновский сельсовет Тимского МР                                 |                                   |
| 96  | Выползовский        | Солнцевский район           | Зуевский сельсовет Солнцевского МР                                 |                                   |
| 97  | Высокский           | Медвенский район            | Высокский сельсовет Медвенского МР                                 |                                   |
| 98  | Вышнедеревенский    | Льговский район             | Вышнедеревенский сельсовет Льговского МР                           |                                   |
| 99  | Вышнедубовецкий     | Медвенский район            | Чермошнянский сельсовет Медвенского МР                             |                                   |
| 100 | Вышнеольховатский   | Щигровский район            | Вышнеольховатский сельсовет Щигровского МР                         |                                   |
| 101 | Вышнереутчанский    | Медвенский район            | Вышнереутчанский сельсовет Медвенского МР                          |                                   |
| 102 | Вязовский           | Щигровский район            | Вязовский сельсовет Щигровского МР                                 |                                   |
| 103 | Генеральшинский     | Дмитриевский район          | Новопершинский сельсовет Дмитриевского МР                          |                                   |
| 104 | Гирьянский          | Беловский район             | Гирьянский сельсовет Беловского МР                                 |                                   |
| 105 | Глазовский          | Конышёвский район           | Малогородьковский сельсовет Конышёвского МР                        |                                   |
| 106 | Гламаздинский       | Хомутовский район           | Гламаздинский сельсовет Хомутовского МР                            |                                   |
| 107 | Глебовский          | Фатежский район             | Глебовский сельсовет Фатежского МР                                 |                                   |
| 108 | Гоголевский         | Суджанский район            | Заолешенский сельсовет Суджанского МР                              |                                   |
| 109 | Гончаровский        | Суджанский район            | Гончаровский сельсовет Суджанского МР                              |                                   |
| 110 | Гордеевский         | Кореневский район           | Викторовский сельсовет Кореневского МР                             |                                   |
| 111 | Горелуховский       | Рыльский район              | Никольниковский сельсовет Рыльского МР                             |                                   |
| 112 | Городенский         | Льговский район             | Городенский сельсовет Льговского МР                                |                                   |
| 113 | Городищенский       | Советский район             | Александровский сельсовет Советского МР                            |                                   |
| 114 | Городновский        | Железногорский район        | Городновский сельсовет Железногорского МР                          |                                   |
| 115 | Горяиновский        | Касторенский район          | Ореховский сельсовет Касторенского МР                              |                                   |
| 116 | Горяйновский        | Поныровский район           | Горяйновский сельсовет Поныровского МР                             |                                   |
| 117 | Гостомлянский       | Медвенский район            | Гостомлянский сельсовет Медвенского МР                             |                                   |
| 118 | Гремяченский        | Золотухинский район         | Будановский сельсовет Золотухинского МР                            |                                   |
| 119 | Гридасовский        | Обоянский район             | Гридасовский сельсовет Обоянского МР                               |                                   |
| 120 | Гуевский            | Суджанский район            | Гуевский сельсовет Суджанского МР                                  |                                   |
| 121 | Густомойский        | Льговский район             | Густомойский сельсовет Льговского МР                               |                                   |
| 122 | Гущинский           | Мантуровский район          | 2-й Засеймский сельсовет Мантуровского МР                          |                                   |
| 123 | Дежевский           | Солнцевский район           | Зуевский сельсовет Солнцевского МР                                 |                                   |
| 124 | Дерюгинский         | Дмитриевский район          | Дерюгинский сельсовет Дмитриевского МР                             |                                   |
| 125 | Дичнянский          | Курчатовский район          | Дичнянский сельсовет Курчатовского МР                              |                                   |
| 126 | Дмитриевский        | Золотухинский район         | Дмитриевский сельсовет Золотухинского МР                           |                                   |
| 127 | Дмитриевский        | Фатежский район             | Банинский сельсовет Фатежского МР                                  |                                   |
| 128 | Добро-Колодезский   | Солнцевский район           | Бунинский сельсовет Солнцевского МР                                |                                   |
| 129 | Долгобудский        | Беловский район             | Долгобудский сельсовет Беловского МР                               |                                   |
| 130 | Долженковский       | Обоянский район             | Рыбино-Будский сельсовет Обоянского МР                             |                                   |
| 131 | Донсемицкий         | Пристенский район           | Сазановский сельсовет Пристенского МР                              |                                   |
| 132 | Донской             | Золотухинский район         | Донской сельсовет Золотухинского МР                                |                                   |
| 133 | Дроновский          | Глушковский район           | Марковский сельсовет Глушковского МР                               |                                   |
| 134 | Дроняевский         | Курчатовский район          | Макаровский сельсовет Курчатовского МР                             |                                   |
| 135 | Дружненский         | Курчатовский район          | Дружненский сельсовет Курчатовского МР                             |                                   |
| 136 | Дубовицкий          | Хомутовский район           | Дубовицкий сельсовет Хомутовского МР                               |                                   |
| 137 | Дуровский           | Рыльский район              | Дуровский Рыльского МР                                             |                                   |
| 138 | Дьяконовский        | Октябрьский район           | Дьяконовский сельсовет Октябрьского МР                             |                                   |
| 139 | Егорьевский         | Касторенский район          | Егорьевский сельсовет Касторенского МР                             |                                   |
| 140 | Ефремовский         | Черемисиновский район       | Краснополянский сельсовет Черемисиновского МР                      |                                   |
| 141 | Жерновецкий         | Касторенский район          | Жерновецкий сельсовет Касторенского МР                             |                                   |
| 142 | Жигаевский          | Конышёвский район           | Ваблинский сельсовет Конышёвского МР                               |                                   |
| 143 | Замостянский        | Суджанский район            | Замостянский сельсовет Суджанского МР                              |                                   |
| 144 | Заолешенский        | Суджанский район            | Заолешенский сельсовет Суджанского МР                              |                                   |
| 145 | Зареченский         | Мантуровский район          | Репецкий сельсовет Мантуровского МР                                |                                   |
| 146 | Зареченский         | Тимский район               | Успенский сельсовет Тимского МР                                    |                                   |
| 147 | Захарковский        | Конышёвский район           | Захарковский сельсовет Конышёвского МР                             | до 2005: Захаровский              |
| 148 | Защитенский         | Щигровский район            | Защитенский сельсовет Щигровского МР                               |                                   |
| 149 | Званновский         | Глушковский район           | Званновский сельсовет Глушковского МР                              |                                   |
| 150 | Зиборовский         | Золотухинский район         | Дмитриевский сельсовет Золотухинского МР                           |                                   |
| 151 | Знаменский          | Горшеченский район          | Знаменский сельсовет Горшеченского МР                              |                                   |
| 152 | Знаменский          | Щигровский район            | Знаменский сельсовет Щигровского МР                                |                                   |
| 153 | Зоринский           | Обоянский район             | Зоринский сельсовет Обоянского МР                                  |                                   |
| 154 | Зуевский            | Солнцевский район           | Зуевский сельсовет Солнцевского МР                                 |                                   |
| 155 | Ивановский          | Рыльский район              | Ивановский сельсовет Рыльского МР                                  |                                   |
| 156 | Ивановский          | Солнцевский район           | Ивановский сельсовет Солнцевского МР                               |                                   |
| 157 | Иванчиковский       | Льговский район             | Иванчиковский сельсовет Льговского МР                              |                                   |
| 158 | Ивницкий            | Суджанский район            | Погребской сельсовет Суджанского МР                                |                                   |
| 159 | Игинский            | Фатежский район             | Верхнелюбажский сельсовет Фатежского МР                            |                                   |
| 160 | Игишевский          | Поныровский район           | Ольховатский сельсовет Поныровского МР                             |                                   |
| 161 | Извековский         | Большесолдатский район      | Нижнегридинский сельсовет Большесолдатского МР                     |                                   |
| 162 | Износковский        | Льговский район             | Густомойский сельсовет Льговского МР                               |                                   |
| 163 | Ильковский          | Беловский район             | Ильковский сельсовет Беловского МР                                 |                                   |
| 164 | Исаковский          | Черемисиновский район       | Стакановский сельсовет Черемисиновского МР                         |                                   |
| 165 | Казачелокнянский    | Суджанский район            | Казачелокнянский сельсовет Суджанского МР                          |                                   |
| 166 | Калиновский         | Хомутовский район           | Калиновский сельсовет Хомутовского МР                              |                                   |
| 167 | Каменский           | Обоянский район             | Каменский сельсовет Обоянского МР                                  |                                   |
| 168 | Камынинский         | Обоянский район             | Афанасьевский сельсовет Обоянского МР                              |                                   |
| 169 | Камышанский         | Беловский район             | Гирьянский сельсовет Беловского МР                                 |                                   |
| 170 | Камышинский         | Курский район               | Камышинский сельсовет Курского МР                                  |                                   |
| 171 | Капыстичанский      | Рыльский район              | Березниковский сельсовет Рыльского МР                              |                                   |
| 172 | Кармановский        | Железногорский район        | Кармановский сельсовет Железногорского МР                          |                                   |
| 173 | Карыжский           | Глушковский район           | Карыжский сельсовет Глушковского МР                                |                                   |
| 174 | Касиновский         | Щигровский район            | Касиновский сельсовет Щигровского МР                               |                                   |
| 175 | Катыринский         | Октябрьский район           | Катыринский сельсовет Октябрьского МР                              |                                   |
| 176 | Киреевский          | Суджанский район            | Пореченский сельсовет Суджанского МР                               |                                   |
| 177 | Кировский           | Тимский район               | Выгорновский сельсовет Тимского МР                                 |                                   |
| 178 | Китаевский          | Медвенский район            | Китаевский сельсовет Медвенского МР                                |                                   |
| 179 | Клевенский          | Хомутовский район           | Калиновский сельсовет Хомутовского МР                              |                                   |
| 180 | Клюквинский         | Курский район               | Клюквинский сельсовет Курского МР                                  |                                   |
| 181 | Ключевский          | Горшеченский район          | Ключевский сельсовет Горшеченского МР                              |                                   |
| 182 | Кобыльский          | Глушковский район           | Кобыльский сельсовет Глушковского МР                               |                                   |
| 183 | Козинский           | Рыльский район              | Козинский сельсовет Рыльского МР                                   |                                   |
| 184 | Колбасовский        | Пристенский район           | Пристенский сельсовет Пристенского МР                              |                                   |
| 185 | Колпаковский        | Курчатовский район          | Колпаковский сельсовет Курчатовского МР                            |                                   |
| 186 | Колычевский         | Фатежский район             | Большежировский сельсовет Фатежского МР                            |                                   |
| 187 | Комаровский         | Кореневский район           | Комаровский сельсовет Кореневского МР                              |                                   |
| 188 | Коммунаровский      | Беловский район             | Коммунаровский сельсовет Беловского МР                             |                                   |
| 189 | Кондратовский       | Беловский район             | Кондратовский сельсовет Беловского МР                              |                                   |
| 190 | Копёнский           | Железногорский район        | Городновский сельсовет Железногорского МР                          |                                   |
| 191 | Кореневский         | Кореневский район           | Кореневский сельсовет Кореневского МР                              |                                   |
| 192 | Коровякский         | Глушковский район           | Коровяковский сельсовет Глушковского МР                            |                                   |
| 193 | Корочанский         | Беловский район             | Корочанский сельсовет Беловского МР                                |                                   |
| 194 | Косоржанский        | Щигровский район            | Косоржанский сельсовет Щигровского МР                              |                                   |
| 195 | Костельцевский      | Курчатовский район          | Костельцевский сельсовет Курчатовского МР                          |                                   |
| 196 | Костровский         | Рыльский район              | Березниковский сельсовет Рыльского МР                              |                                   |
| 197 | Котельниковский     | Обоянский район             | Котельниковский сельсовет Обоянского МР                            |                                   |
| 198 | Котовский           | Касторенский район          | Котовский сельсовет Касторенского МР                               |                                   |
| 199 | Котовский           | Пристенский район           | Котовский сельсовет Пристенского МР                                |                                   |
| 200 | Краснодолинский     | Касторенский район          | Краснодолинский сельсовет Касторенского МР                         |                                   |
| 201 | Краснодолинский     | Советский район             | Краснодолинский сельсовет Советского МР                            |                                   |
| 202 | Краснознаменский    | Касторенский район          | Краснознаменский сельсовет Касторенского МР                        |                                   |
| 203 | Краснополянский     | Черемисиновский район       | Краснополянский сельсовет Черемисиновского МР                      |                                   |
| 204 | Кремяновский        | Кореневский район           | Ольговский сельсовет Кореневского МР                               |                                   |
| 205 | Крестищенский       | Советский район             | Мансуровский сельсовет Советского МР                               |                                   |
| 206 | Кривецкий           | Мантуровский район          | Сеймский сельсовет Мантуровского МР                                |                                   |
| 207 | Кривцовский         | Щигровский район            | Кривцовский сельсовет Щигровского МР                               |                                   |
| 208 | Кромбыковский       | Льговский район             | Вышнедеревенский сельсовет Льговского МР                           |                                   |
| 209 | Кромской            | Фатежский район             | Большежировский сельсовет Фатежского МР                            |                                   |
| 210 | Крупецкий           | Рыльский район              | Крупецкий сельсовет Рыльского МР                                   |                                   |
| 211 | Крупецкой           | Дмитриевский район          | Крупецкой сельсовет Дмитриевского МР                               | до 2005: Крупецкий                |
| 212 | Круто-Верховский    | Мантуровский район          | Ястребовский сельсовет Мантуровского МР                            |                                   |
| 213 | Крутовский          | Щигровский район            | Крутовский сельсовет Щигровского МР                                |                                   |
| 214 | Кудинцевский        | Льговский район             | Кудинцевский сельсовет Льговского МР                               |                                   |
| 215 | Кульбакинский       | Глушковский район           | Кульбакинский сельсовет Глушковского МР                            |                                   |
| 216 | Куньевский          | Горшеченский район          | Куньевский сельсовет Горшеченского МР                              |                                   |
| 217 | Куськинский         | Мантуровский район          | Куськинский сельсовет Мантуровского МР                             |                                   |
| 218 | Лачиновский         | Касторенский район          | Лачиновский сельсовет Касторенского МР                             |                                   |
| 219 | Лебедевский         | Суджанский район            | Свердликовский сельсовет Суджанского МР                            |                                   |
| 220 | Лебяженский         | Курский район               | Лебяженский сельсовет Курского МР                                  |                                   |
| 221 | Ледовский           | Советский район             | Ледовский сельсовет Советского МР                                  |                                   |
| 222 | Леженский           | Тимский район               | Успенский сельсовет Тимского МР                                    |                                   |
| 223 | Ленинский           | Касторенский район          | Ленинский сельсовет Касторенского МР                               |                                   |
| 224 | Ленинский           | Советский район             | Ленинский сельсовет Советского МР                                  |                                   |
| 225 | Ленинский           | Тимский район               | Ленинский сельсовет Тимского МР                                    |                                   |
| 226 | Лещиновский         | Глушковский район           | Званновский сельсовет Глушковского МР                              |                                   |
| 227 | Лущиноплатавский    | Солнцевский район           | Старолещинский сельсовет Солнцевского МР                           |                                   |
| 228 | Линецкий            | Железногорский район        | Линецкий сельсовет Железногорского МР                              |                                   |
| 229 | Липовский           | Черемисиновский район       | Михайловский сельсовет Черемисиновского МР                         |                                   |
| 230 | Лобазовский         | Октябрьский район           | Лобазовский сельсовет Октябрьского МР                              |                                   |
| 231 | Локотский           | Рыльский район              | Козинский сельсовет Рыльского МР                                   |                                   |
| 232 | Ломакинский         | Рыльский район              | Ломакинский сельсовет Рыльского МР                                 |                                   |
| 233 | Луговской           | Пристенский район           | Нагольненский сельсовет Пристенского МР                            |                                   |
| 234 | Луговской           | Хомутовский район           | Петровский сельсовет Хомутовского МР                               |                                   |
| 235 | Любачанский         | Медвенский район            | Вышнереутчанский сельсовет Медвенского МР                          | до 2005: Любочанский              |
| 236 | Любимовский         | Большесолдатский район      | Любимовский сельсовет Большесолдатского МР                         |                                   |
| 237 | Любимовский         | Кореневский район           | Любимовский сельсовет Кореневского МР                              |                                   |
| 238 | Любимовский         | Фатежский район             | Солдатский сельсовет Фатежского МР                                 |                                   |
| 239 | Любицкий            | Медвенский район            | Китаевский сельсовет Медвенского МР                                |                                   |
| 240 | Любостанский        | Большесолдатский район      | Любостанский сельсовет Большесолдатского МР                        |                                   |
| 241 | Макаровский         | Курчатовский район          | Макаровский сельсовет Курчатовского МР                             |                                   |
| 242 | Макаропетровский    | Конышёвский район           | Наумовский сельсовет Конышёвского МР                               |                                   |
| 243 | Максимовский        | Солнцевский район           | Ивановский сельсовет Солнцевского МР                               |                                   |
| 244 | Малеевский          | Хомутовский район           | Гламаздинский сельсовет Хомутовского МР                            |                                   |
| 245 | Малеевский          | Льговский район             | Вышнедеревенский сельсовет Льговского МР                           |                                   |
| 246 | Малогнеушевский     | Рыльский район              | Малогнеушевский сельсовет Рыльского МР                             |                                   |
| 247 | Малогородьковский   | Конышёвский район           | Малогородьковский сельсовет Конышёвского МР                        |                                   |
| 248 | Малокрюковский      | Обоянский район             | Котельниковский сельсовет Обоянского МР                            |                                   |
| 249 | Малолокнянский      | Суджанский район            | Малолокнянский сельсовет Суджанского МР                            |                                   |
| 250 | Малосолдатский      | Беловский район             | Малосолдатский сельсовет Беловского МР                             |                                   |
| 251 | Мансуровский        | Советский район             | Мансуровский сельсовет Советского МР                               |                                   |
| 252 | Мантуровский        | Мантуровский район          | Мантуровский сельсовет Мантуровского МР                            |                                   |
| 253 | Марицкий            | Льговский район             | Марицкий сельсовет Льговского МР                                   |                                   |
| 254 | Марковский          | Глушковский район           | Марковский сельсовет Глушковского МР                               |                                   |
| 255 | Мартыновский        | Суджанский район            | Мартыновский сельсовет Суджанского МР                              |                                   |
| 256 | Махновский          | Суджанский район            | Махновский сельсовет Суджанского МР                                |                                   |
| 257 | Машкинский          | Конышёвский район           | Машкинский сельсовет Конышёвского МР                               |                                   |
| 258 | Мелавский           | Касторенский район          | Семёновский сельсовет Касторенского МР                             |                                   |
| 259 | Мелехинский         | Щигровский район            | Мелехинский сельсовет Щигровского МР                               |                                   |
| 260 | Меловский           | Дмитриевский район          | Поповкинский сельсовет Дмитриевского МР                            |                                   |
| 261 | Меньшиковский       | Хомутовский район           | Сковородневский сельсовет Хомутовского МР                          |                                   |
| 262 | Миленинский         | Фатежский район             | Миленинский сельсовет Фатежского МР                                |                                   |
| 263 | Михайлоанненский    | Советский район             | Михайлоанненский сельсовет Советского МР                           |                                   |
| 264 | Михайловский        | Железногорский район        | Михайловский сельсовет Железногорского МР                          |                                   |
| 265 | Михайловский        | Рыльский район              | Михайловский сельсовет Рыльского МР                                |                                   |
| 266 | Михайловский        | Черемисиновский район       | Михайловский сельсовет Черемисиновского МР                         |                                   |
| 267 | Моковский           | Курский район               | Моковский сельсовет Курского МР                                    |                                   |
| 268 | Мокрушанский        | Беловский район             | Ильковский сельсовет Беловского МР                                 |                                   |
| 269 | Молотычевский       | Фатежский район             | Молотычевский сельсовет Фатежского МР                              |                                   |
| 270 | Муравлевский        | Курский район               | Полевской сельсовет Курского МР                                    |                                   |
| 271 | Мяснянский          | Мантуровский район          | 2-й Засеймский сельсовет Мантуровского МР                          |                                   |
| 272 | Нагольненский       | Пристенский район           | Нагольненский сельсовет Пристенского МР                            |                                   |
| 273 | Надейский           | Хомутовский район           | Ольховский сельсовет Хомутовского МР                               |                                   |
| 274 | Натальинский        | Советский район             | Нижнеграйворонский сельсовет Советского МР                         |                                   |
| 275 | Наумовский          | Конышёвский район           | Наумовский сельсовет Конышёвского МР                               |                                   |
| 276 | Неварьский          | Дмитриевский район          | Первоавгустовский сельсовет Дмитриевского МР                       |                                   |
| 277 | Некрасовский        | Рыльский район              | Некрасовский сельсовет Рыльского МР                                |                                   |
| 278 | Нехаевский          | Рыльский район              | Нехаевский сельсовет Рыльского МР                                  |                                   |
| 279 | Ниженский           | Черемисиновский район       | Ниженский сельсовет Черемисиновского МР                            |                                   |
| 280 | Нижнеборковский     | Горшеченский район          | Нижнеборковский сельсовет Горшеченского МР                         |                                   |
| 281 | Нижнеграйворонский  | Советский район             | Нижнеграйворонский сельсовет Советского МР                         |                                   |
| 282 | Нижнегридинский     | Большесолдатский район      | Нижнегридинский сельсовет Большесолдатского МР                     |                                   |
| 283 | Нижнеждановский     | Железногорский район        | Линецкий сельсовет Железногорского МР                              |                                   |
| 284 | Нижнемедведицкий    | Курский район               | Нижнемедведицкий сельсовет Курского МР                             |                                   |
| 285 | Нижнемордокский     | Глушковский район           | Нижнемордокский сельсовет Глушковского МР                          |                                   |
| 286 | Нижнеольховатский   | Черемисиновский район       | Русановский сельсовет Черемисиновского МР                          | до 2005: Нижнеольхватский         |
| 287 | Нижнереутский       | Фатежский район             | Русановский Фатежского МР                                          |                                   |
| 288 | Нижнереутчанский    | Медвенский район            | Нижнереутчанский сельсовет Медвенского МР                          |                                   |
| 289 | Нижнесмородинский   | Поныровский район           | Верхне-Смородинский сельсовет Поныровского МР                      |                                   |
| 290 | Нижнехалчанский     | Фатежский район             | Солдатский сельсовет Фатежского МР                                 |                                   |
| 291 | Нижнечупахинский    | Хомутовский район           | Ольховский сельсовет Хомутовского МР                               |                                   |
| 292 | Николаевский        | Курчатовский район          | Костельцевский сельсовет Курчатовского МР                          |                                   |
| 293 | Новоникольский      | Рыльский район              | Никольниковский сельсовет Рыльского МР                             |                                   |
| 294 | Никольский          | Горшеченский район          | Никольский сельсовет Горшеченского МР                              |                                   |
| 295 | Никольский          | Курчатовский район          | Колпаковский сельсовет Курчатовского МР                            |                                   |
| 296 | Никольский          | Октябрьский район           | Никольский сельсовет Октябрьского МР                               |                                   |
| 297 | Никольский          | Щигровский район            | Никольский сельсовет Щигровского МР                                |                                   |
| 298 | Новоандросовский    | Железногорский район        | Новоандросовский сельсовет Железногорского МР                      |                                   |
| 299 | Новоивановский      | Рыльский район              | Крупецкий сельсовет Рыльского МР                                   |                                   |
| 300 | Новоивановский      | Суджанский район            | Новоивановский Суджанского МР                                      |                                   |
| 301 | Новомеловский       | Горшеченский район          | Новомеловский сельсовет Горшеченского МР                           |                                   |
| 302 | Новопершинский      | Дмитриевский район          | Новопершинский сельсовет Дмитриевского МР                          |                                   |
| 303 | Новопоселеновский   | Курский район               | Новопоселеновский сельсовет Курского МР                            |                                   |
| 304 | Новосавинский       | Черемисиновский район       | Краснополянский сельсовет Черемисиновского МР                      |                                   |
| 305 | Новоспасский        | Золотухинский район         | Новоспасский сельсовет Золотухинского МР                           |                                   |
| 306 | Ноздрачевский       | Курский район               | Ноздрачевский сельсовет Курского МР                                |                                   |
| 307 | Обуховский          | Кореневский район           | Любимовский сельсовет Кореневского МР                              |                                   |
| 308 | Озёрковский         | Беловский район             | Кондратовский сельсовет Беловского МР                              |                                   |
| 309 | Озёрский            | Щигровский район            | Озёрский сельсовет Щигровского МР                                  |                                   |
| 310 | Октябрьский         | Беловский район             | Беловский сельсовет Беловского МР                                  |                                   |
| 311 | Октябрьский         | Рыльский район              | Октябрьский сельсовет Рыльского МР                                 |                                   |
| 312 | Октябрьский         | Советский район             | Краснодолинский сельсовет Советского МР                            |                                   |
| 313 | Ольговский          | Кореневский район           | Ольговский сельсовет Кореневского МР                               |                                   |
| 314 | Ольховатский        | Поныровский район           | Ольховатский сельсовет Поныровского МР                             |                                   |
| 315 | Ольховский          | Хомутовский район           | Ольховский сельсовет Хомутовского МР                               |                                   |
| 316 | Ольшанский          | Льговский район             | Иванчиковский сельсовет Льговского МР                              |                                   |
| 317 | Ореховский          | Касторенский район          | Ореховский сельсовет Касторенского МР                              |                                   |
| 318 | Орлянский           | Солнцевский район           | Субботинский сельсовет Солнцевского МР                             |                                   |
| 319 | Останинский         | Мантуровский район          | Останинский сельсовет Мантуровского МР                             |                                   |
| 320 | Охочевский          | Щигровский район            | Охочевский сельсовет Щигровского МР                                |                                   |
| 321 | Павловский          | Обоянский район             | Усланский сельсовет Обоянского МР                                  |                                   |
| 322 | Пальцевский         | Дмитриевский район          | Дерюгинский сельсовет Дмитриевского МР                             |                                   |
| 323 | Паникинский         | Медвенский район            | Паникинский сельсовет Медвенского МР                               |                                   |
| 324 | Панинский           | Медвенский район            | Панинский сельсовет Медвенского МР                                 |                                   |
| 325 | Пашковский          | Курский район               | Пашковский сельсовет Курского МР                                   |                                   |
| 326 | Пенский             | Беловский район             | Пенский сельсовет Беловского МР                                    |                                   |
| 327 | Первоавгустовский   | Дмитриевский район          | Первоавгустовский сельсовет Дмитриевского МР                       | до 2004: рп с подчинёнными с.н.п. |
| 328 | Первомайский        | Поныровский район           | Первомайский сельсовет Поныровского МР                             |                                   |
| 329 | Переволоченский     | Советский район             | Ленинский сельсовет Советского МР                                  |                                   |
| 330 | Песчанский          | Беловский район             | Песчанский сельсовет Беловского МР                                 |                                   |
| 331 | Петровский          | Медвенский район            | Нижнереутчанский сельсовет Медвенского МР                          |                                   |
| 332 | Петровский          | Хомутовский район           | Петровский сельсовет Хомутовского МР                               |                                   |
| 333 | Петровский          | Черемисиновский район       | Петровский сельсовет Черемисиновского МР                           |                                   |
| 334 | Платавский          | Конышёвский район           | Платавский сельсовет Конышёвского МР                               |                                   |
| 335 | Плеховский          | Суджанский район            | Плеховский сельсовет Суджанского МР                                |                                   |
| 336 | Плодосовхозский     | Кореневский район           | Шептуховский сельсовет Кореневского МР                             |                                   |
| 337 | Плосковский         | Солнцевский район           | Шумаковский сельсовет Солнцевского МР                              |                                   |
| 338 | Плотавский          | Октябрьский район           | Плотавский сельсовет Октябрьского МР                               |                                   |
| 339 | Погодинский         | Дмитриевский район          | Поповкинский сельсовет Дмитриевского МР                            |                                   |
| 340 | Погожевский         | Касторенский район          | Котовский сельсовет Касторенского МР                               |                                   |
| 341 | Погоженский         | Тимский район               | Погоженский сельсовет Тимского МР                                  |                                   |
| 342 | Погребской          | Суджанский район            | Погребской сельсовет Суджанского МР                                | до 2005: Погребский               |
| 343 | Подовский           | Хомутовский район           | Петровский сельсовет Хомутовского МР                               |                                   |
| 344 | Покровский          | Черемисиновский район       | Покровский сельсовет Черемисиновского МР                           |                                   |
| 345 | Полевской           | Курский район               | Полевской сельсовет Курского МР                                    |                                   |
| 346 | Полукотельниковский | Обоянский район             | Котельниковский сельсовет Обоянского МР                            |                                   |
| 347 | Полянский           | Курский район               | Полянский сельсовет Курского МР                                    |                                   |
| 348 | Поповкинский        | Дмитриевский район          | Поповкинский сельсовет Дмитриевского МР                            |                                   |
| 349 | Поповкински         | Рыльский район              | Никольниковский сельсовет Рыльского МР                             |                                   |
| 350 | Попово-Лежачанский  | Глушковский район           | Попово-Лежачанский сельсовет Глушковского МР                       | до 2005: Поповолежачанский        |
| 351 | Пореченский         | Суджанский район            | Пореченский сельсовет Суджанского МР                               |                                   |
| 352 | Почепский           | Дмитриевский район          | Почепский сельсовет Дмитриевского МР                               |                                   |
| 353 | Пригородненский     | Рыльский район              | Пригородненский сельсовет Рыльского МР                             |                                   |
| 354 | Пригородненский     | Щигровский район            | Пригородненский Щигровского МР                                     |                                   |
| 355 | Прилеповский        | Хомутовский район           | Сальновский сельсовет Хомутовского МР                              |                                   |
| 356 | Прилепский          | Конышёвский район           | Прилепский сельсовет Конышёвского МР                               |                                   |
| 357 | Прилепский          | Пристенский район           | Черновецкий сельсовет Пристенского МР                              |                                   |
| 358 | Пристенский         | Пристенский район           | Пристенский сельсовет Пристенского МР                              |                                   |
| 359 | Пселецкий           | Пристенский район           | Котовский сельсовет Пристенского МР                                |                                   |
| 360 | Пузачинский         | Мантуровский район          | Куськинский сельсовет Мантуровского МР                             |                                   |
| 361 | Пушкарский          | Кореневский район           | Пушкарский сельсовет Кореневского МР                               |                                   |
| 362 | Разветьевский       | Железногорский район        | Разветьевский сельсовет Железногорского МР                         |                                   |
| 363 | Ракитинский         | Пристенский район           | Бобрышевский сельсовет Пристенского МР                             |                                   |
| 364 | Расторогский        | Железногорский район        | Разветьевский сельсовет Железногорского МР                         |                                   |
| 365 | Расховецкий         | Советский район             | Ленинский сельсовет Советского МР                                  |                                   |
| 366 | Революционный       | Золотухинский район         | Донской сельсовет Золотухинского МР                                |                                   |
| 367 | Репецкий            | Мантуровский район          | Репецкий сельсовет Мантуровского МР                                |                                   |
| 368 | Репецкоплатавский   | Мантуровский район          | Останинский сельсовет Мантуровского МР                             |                                   |
| 369 | Ржавский            | Большесолдатский район      | Большесолдатский сельсовет Большесолдатского МР                    |                                   |
| 370 | Роговский           | Мантуровский район          | Куськинский сельсовет Мантуровского МР                             |                                   |
| 371 | Рождественский      | Тимский район               | Барковский сельсовет Тимского МР                                   |                                   |
| 372 | Розгребельский      | Большесолдатский район      | Большесолдатский сельсовет Большесолдатского МР                    |                                   |
| 373 | Романовский         | Хомутовский район           | Романовский сельсовет Хомутовского МР                              |                                   |
| 374 | Рудавский           | Обоянский район             | Рудавский сельсовет Обоянского МР                                  |                                   |
| 375 | Русановский         | Фатежский район             | Русановский Фатежского МР                                          |                                   |
| 376 | Русановский         | Черемисиновский район       | Русановский сельсовет Черемисиновского МР                          |                                   |
| 377 | Русскопореченский   | Суджанский район            | Пореченский сельсовет Суджанского МР                               |                                   |
| 378 | Рыбино-Будский      | Обоянский район             | Рыбино-Будский сельсовет Обоянского МР                             |                                   |
| 379 | Рыжковский          | Конышёвский район           | Ваблинский сельсовет Конышёвского МР                               |                                   |
| 380 | Рышковский          | Железногорский район        | Рышковский сельсовет Железногорского МР                            |                                   |
| 381 | Рышковский          | Курский район               | Рышковский сельсовет Курского МР                                   |                                   |
| 382 | Сазановский         | Пристенский район           | Сазановский сельсовет Пристенского МР                              |                                   |
| 383 | Сальновский         | Хомутовский район           | Сальновский сельсовет Хомутовского МР                              |                                   |
| 384 | Саморядовский       | Большесолдатский район      | Саморядовский сельсовет Большесолдатского МР                       |                                   |
| 385 | Сафоновский         | Кореневский район           | Шептуховский сельсовет Кореневского МР                             |                                   |
| 386 | Свердликовский      | Суджанский район            | Свердликовский сельсовет Суджанского МР                            |                                   |
| 387 | Свинецкий           | Мантуровский район          | Мантуровский сельсовет Мантуровского МР                            |                                   |
| 388 | Свободинский        | Золотухинский район         | Свободинский сельсовет Золотухинского МР                           |                                   |
| 389 | Севенский           | Конышёвский район           | Захарковский сельсовет Конышёвского МР                             |                                   |
| 390 | Седмиховский        | Золотухинский район         | Ануфриевский сельсовет Золотухинского МР                           |                                   |
| 391 | Сеймский            | Мантуровский район          | Сеймский сельсовет Мантуровского МР                                | до 1992: рп с подчинёнными с.н.п. |
| 392 | Селекционный        | Льговский район             | Селекционный сельсовет Льговского МР                               |                                   |
| 393 | Селинский           | Дмитриевский район          | Почепский сельсовет Дмитриевского МР                               |                                   |
| 394 | Семёновский         | Касторенский район          | Семёновский сельсовет Касторенского МР                             |                                   |
| 395 | Сергеевский         | Глушковский район           | Кульбакинский сельсовет Глушковского МР                            |                                   |
| 396 | Сергиевский         | Золотухинский район         | Дмитриевский сельсовет Золотухинского МР                           |                                   |
| 397 | Сковородневский     | Хомутовский район           | Сковородневский сельсовет Хомутовского МР                          |                                   |
| 398 | Скороднянский       | Большесолдатский район      | Любостанский сельсовет Большесолдатского МР                        |                                   |
| 399 | Снагостский         | Кореневский район           | Снагостский сельсовет Кореневского МР                              |                                   |
| 400 | Снецкой             | Железногорский район        | Кармановский сельсовет Железногорского МР                          |                                   |
| 401 | Снижанский          | Дмитриевский район          | Новопершинский сельсовет Дмитриевского МР                          |                                   |
| 402 | Советский           | Советский район             | Советский сельсовет Советского МР                                  |                                   |
| 403 | Сокольский          | Тимский район               | Барковский сельсовет Тимского МР                                   |                                   |
| 404 | Солдатский          | Горшеченский район          | Солдатский сельсовет Горшеченского МР                              |                                   |
| 405 | Солдатский          | Фатежский район             | Солдатский сельсовет Фатежского МР                                 |                                   |
| 406 | Солнечный           | Золотухинский район         | Солнечный сельсовет Золотухинского МР                              |                                   |
| 407 | Сосновский          | Горшеченский район          | Сосновский сельсовет Горшеченского МР                              |                                   |
| 408 | Сотниковский        | Фатежский район             | Банинский сельсовет Фатежского МР                                  |                                   |
| 409 | Спасский            | Медвенский район            | Высокский сельсовет Медвенского МР                                 |                                   |
| 410 | Среднеапоченский    | Горшеченский район          | Среднеапоченский сельсовет Горшеченского МР                        |                                   |
| 411 | Среднедороженский   | Горшеченский район          | Среднеапоченский сельсовет Горшеченского МР                        |                                   |
| 412 | Среднеольшанский    | Пристенский район           | Среднеольшанский сельсовет Пристенского МР                         |                                   |
| 413 | Среднерасховецкий   | Советский район             | Ледовский сельсовет Советского МР                                  |                                   |
| 414 | Стакановский        | Черемисиновский район       | Стакановский сельсовет Черемисиновского МР                         |                                   |
| 415 | Становской          | Поныровский район           | Ольховатский сельсовет Поныровского МР                             | до 2006: Становский               |
| 416 | Становской          | Тимский район               | Становской сельсовет Тимского МР                                   |                                   |
| 417 | Старковский         | Октябрьский район           | Старковский сельсовет Октябрьского МР                              |                                   |
| 418 | Старобелицкий       | Конышёвский район           | Старобелицкий сельсовет Конышёвского МР                            |                                   |
| 419 | Старогородский      | Дмитриевский район          | Старогородский сельсовет Дмитриевского МР                          |                                   |
| 420 | Старолещинский      | Солнцевский район           | Старолещинский сельсовет Солнцевского МР                           |                                   |
| 421 | Старороговский      | Горшеченский район          | Старороговский сельсовет Горшеченского МР                          |                                   |
| 422 | Старосавинский      | Черемисиновский район       | Краснополянский сельсовет Черемисиновского МР                      |                                   |
| 423 | Старшенский         | Хомутовский район           | Романовский сельсовет Хомутовского МР                              |                                   |
| 424 | Сторожевский        | Большесолдатский район      | Сторожевский сельсовет Большесолдатского МР                        |                                   |
| 425 | Стрекаловский       | Хомутовский район           | Гламаздинский сельсовет Хомутовского МР                            |                                   |
| 426 | Стрелецкий          | Обоянский район             | Рудавский сельсовет Обоянского МР                                  |                                   |
| 427 | Студенокский        | Железногорский район        | Студенокский сельсовет Железногорского МР                          |                                   |
| 428 | Студенокский        | Рыльский район              | Студенокский сельсовет Рыльского МР                                |                                   |
| 429 | Стуженский          | Мантуровский район          | Ястребовский сельсовет Мантуровского МР                            |                                   |
| 430 | Субботинский        | Солнцевский район           | Субботинский сельсовет Солнцевского МР                             |                                   |
| 431 | Сугровский          | Льговский район             | Большеугонский сельсовет Льговского МР                             |                                   |
| 432 | Сухиновский         | Глушковский район           | Сухиновский сельсовет Глушковского МР                              |                                   |
| 433 | Тазовский           | Золотухинский район         | Тазовский сельсовет Золотухинского МР                              |                                   |
| 434 | Тарасовский         | Медвенский район            | Гостомлянский сельсовет Медвенского МР                             |                                   |
| 435 | Теребужский         | Щигровский район            | Теребужский сельсовет Щигровского МР                               |                                   |
| 436 | Тимский             | Тимский район               | Тимский сельсовет Тимского МР                                      |                                   |
| 437 | Титовский           | Щигровский район            | Титовский сельсовет Щигровского МР                                 |                                   |
| 438 | Толпинский          | Кореневский район           | Толпинский сельсовет Кореневского МР                               |                                   |
| 439 | Троицкий            | Железногорский район        | Троицкий сельсовет Железногорского МР                              |                                   |
| 440 | Троицкий            | Курский район               | Бесединский сельсовет Курского МР                                  |                                   |
| 441 | Троицкокраснянский  | Щигровский район            | Троицкокраснянский сельсовет Щигровского МР                        |                                   |
| 442 | Трояновский         | Железногорский район        | Студенокский сельсовет Железногорского МР                          |                                   |
| 443 | Удеревский          | Черемисиновский район       | Удеревский сельсовет Черемисиновского МР                           |                                   |
| 444 | Удобенский          | Горшеченский район          | Удобенский сельсовет Горшеченского МР                              |                                   |
| 445 | Уланковский         | Суджанский район            | Уланковский сельсовет Суджанского МР                               |                                   |
| 446 | Усланский           | Обоянский район             | Усланский сельсовет Обоянского МР                                  |                                   |
| 447 | Успенский           | Касторенский район          | Успенский сельсовет Касторенского МР                               |                                   |
| 448 | Успенский           | Тимский район               | Успенский сельсовет Тимского МР                                    |                                   |
| 449 | Фатеевский          | Дмитриевский район          | Почепский сельсовет Дмитриевского МР                               |                                   |
| 450 | Фентисовский        | Золотухинский район         | Донской сельсовет Золотухинского МР                                |                                   |
| 451 | Филипповский        | Октябрьский район           | Филипповский сельсовет Октябрьского МР                             |                                   |
| 452 | Фитижский           | Льговский район             | Селекционный сельсовет Льговского МР                               |                                   |
| 453 | Харасейский         | Дмитриевский район          | Старогородский сельсовет Дмитриевского МР                          |                                   |
| 454 | Хмелевской          | Фатежский район             | Молотычевский сельсовет Фатежского МР                              |                                   |
| 455 | Цветоченский        | Касторенский район          | Андреевский сельсовет Касторенского МР                             |                                   |
| 456 | Цуканово-Бобрикский | Льговский район             | Вышнедеревенский сельсовет Льговского МР                           |                                   |
| 457 | Чаплинский          | Курчатовский район          | Чаплинский сельсовет Курчатовского МР                              |                                   |
| 458 | Чермошнянский       | Медвенский район            | Чермошнянский сельсовет Медвенского МР                             |                                   |
| 459 | Чермошнянский       | Солнцевский район           | Ивановский сельсовет Солнцевского МР                               |                                   |
| 460 | Черневский          | Дмитриевский район          | Первоавгустовский сельсовет Дмитриевского МР                       |                                   |
| 461 | Черницынский        | Октябрьский район           | Черницынский сельсовет Октябрьского МР                             |                                   |
| 462 | Черниченский        | Конышёвский район           | Беляевский сельсовет Конышёвского МР                               |                                   |
| 463 | Черновецкий         | Пристенский район           | Черновецкий сельсовет Пристенского МР                              |                                   |
| 464 | Шевелевский         | Обоянский район             | Шевелевский сельсовет Обоянского МР                                |                                   |
| 465 | Шемякинский         | Курский район               | Нижнемедведицкий сельсовет Курского МР                             |                                   |
| 466 | Шептуховский        | Кореневский район           | Шептуховский сельсовет Кореневского МР                             |                                   |
| 467 | Шестопаловский      | Золотухинский район         | Будановский сельсовет Золотухинского МР                            |                                   |
| 468 | Ширковский          | Конышёвский район           | Прилепский сельсовет Конышёвского МР                               |                                   |
| 469 | Шуклинский          | Фатежский район             | Солдатский сельсовет Фатежского МР                                 |                                   |
| 470 | Шумаковский         | Курский район               | Шумаковский сельсовет Курского МР                                  |                                   |
| 471 | Шумаковский         | Солнцевский район           | Шумаковский сельсовет Солнцевского МР                              |                                   |
| 472 | Шустовский          | Конышёвский район           | Платавский сельсовет Конышёвского МР                               |                                   |
| 473 | Щеголянский         | Беловский район             | Щеголянский сельсовет Беловского МР                                |                                   |
| 474 | Щекинский           | Рыльский район              | Щекинский Рыльского МР                                             |                                   |
| 475 | Щетинский           | Курский район               | Щетинский сельсовет Курского МР                                    |                                   |
| 476 | Яндовищенский       | Конышёвский район           | Машкинский сельсовет Конышёвского МР                               |                                   |
| 477 | Ярыгинский          | Пристенский район           | Ярыгинский сельсовет Пристенского МР                               |                                   |
| 478 | Ясенецкий           | Фатежский район             | Верхнелюбажский сельсовет Фатежского МР                            |                                   |
| 479 | Ясеновский          | Горшеченский район          | Ясеновский сельсовет Горшеченского МР                              |                                   |
| 480 | Ястребовский        | Мантуровский район          | Ястребовский сельсовет Мантуровского МР                            |                                   |

## Переименования муниципальных образований в 2010 году
| № | Сельское поселение (сельсовет) | Муниципальный район | Название с 20.04.2010 до 14.12.2014 |
| - | ------------------------------ | ------------------- | ----------------------------------- |
| 1 | Андреевский сельсовет          | Касторенский МР     | Ольховатский сельсовет              |
| 2 | Верхне-Смородинский сельсовет  | Поныровский МР      | Смородинский сельсовет              |
| 3 | Котовский сельсовет            | Касторенский МР     | Благодатенский сельсовет            |
| 4 | Первомайский сельсовет         | Поныровский МР      | Поныровский сельсовет               |
| 5 | Почепский сельсовет            | Дмитриевский МР     | Почепской сельсовет                 |
| 6 | Пушкарский сельсовет           | Кореневский МР      | Благодатенский сельсовет            |
| 7 | Среднеольшанский сельсовет     | Пристенский МР      | Ольшанский сельсовет                |
| 8 | Старолещинский сельсовет       | Солнцевский МР      | Лещинский сельсовет                 |
| 9 | Чермошнянский сельсовет        | Медвенский МР       | Знаменский сельсовет                |

## Переименованные и упразднённые до 2004 года
| №  | Сельсовет                            | Административное подчинение                       | Комментарий                                                                                          |
| -- | ------------------------------------ | ------------------------------------------------- | --- |
| 1  | 1-й Воробьёвский                     | Свободинский район                                | |
| 2  | 2-й Воробьёвский                     | Свободинский район                                | |
| 3  | 2-й Плосковский                      | Пристенский район                                 | |
| 4  | 2-й Рождественский                   | Медвенский район                                  | |
| 5  | Ажовский                             | Михайловский район Центрально-Чернозёмной области | первая половина 1930-х: присоединён к Разветьевскому сельсовету                                      |
| 6  | Апанасовский                         | Кореневский район                                 | 1956: присоединён к Комаровскому сельсовету                                                          |
| 7  | Безлесенский                         | Бесединский район                                 | 1973: присоединён к Лебяжьевскому сельсовету                                                         |
| 8  | Болотский                            | Горшеченский район                                | Присоединён к Нижнеборковскому сельсовету                                                            |
| 9  | Большебобровский (Больше-Бобровский) | Железногорский район                              | 1986: разделён на Городновский и Копёнский сельсоветы                                                |
| 10 | Большепсинский (Больше-Псинский)     | Пристенский район                                 | 1966: переименован в Ракитинский сельсовет                                                           |
| 11 | Брёховский                           | Фатежский район                                   | 1965: село Брёхово присоединено к селу Сотниково (Сотниковский сельсовет)                            |
| 12 | Будкинский                           | Глушковский район                                 | |
| 13 | Букреевский                          | Стрелецкий район                                  | |
| 14 | Волобуевский                         | Тимский район                                     | |
| 15 | Высокинский                          | Глушковский район                                 | |
| 16 | Гаховский                            | Медвенский район                                  | |
| 17 | Герасимовский                        | Горшеченский район                                | 1971: присоединён к Знаменскому сельсовету                                                           |
| 18 | Глушковский                          | Глушковский район                                 | |
| 19 | Горшеченский                         | Горшеченский район                                | |
| 20 | Гремяченский                         | Железногорский район                              | 1973: упразднён, территория разделена между Большебобровским и Волковским сельсоветами               |
| 21 | Дарьинский                           | Суджанский район                                  | |
| 22 | Жеденовский                          | Хомутовский район                                 | |
| 23 | Забужевский                          | Беловский район                                   | |
| 24 | Знаменский                           | Медвенский район                                  | |
| 25 | Золотухинский                        | Золотухинский район                               | 1967: преобразован в поссовет (рп Золотухино)                                                        |
| 26 | Иванинский                           | Иванинский район                                  | |
| 27 | Казацкий                             | Обоянский район                                   | 1959: слобода Казацкая присоединена к Обояни                                                         |
| 28 | Карандаковский                       | Тимский район                                     | |
| 29 | Картамышевский                       | Обоянский район                                   | |
| 30 | Касторенский                         | Касторенский район                                | |
| 31 | Конышёвский                          | Конышёвский район                                 | |
| 32 | Коровенский                          | Солнцевский район                                 | |
| 33 | Костровской                          | Рыльский район                                    | переименован в Костровский сельсовет                                                                 |
| 34 | Котлевский                           | Конышёвский район                                 | |
| 35 | Кривицко-Будский                     | Беловский район                                   | |
| 36 | Куйбышевский                         | Советский район                                   | |
| 37 | Курбакинский                         | Железногорский район                              | 1973: упразднён, территория разделена между соседними сельсоветами                                   |
| 38 | Липовский                            | Медвенский район                                  | |
| 39 | Липовчанский                         | Советский район                                   | |
| 40 | Лубянский                            | Медвенский район                                  | |
| 41 | Лужковский сельсовет                 | Михайловский район Центрально-Чернозёмной области | первая половина 1930-х: упразднён, территория разделена между Волковским и Курбакинским сельсоветами |
| 42 | Мармыжский                           | Иванинский район                                  | |
| 43 | Марьинский                           | Пристенский район                                 | 1959: преобразован в поссовет (рп Пристень)                                                          |
| 44 | Медвенский                           | Медвенский район                                  | 1974: преобразован в поссовет (рп Медвенка)                                                          |
| 45 | Нижне-Гниловский                     | Ясеновский район                                  | |
| 46 | Нижне-Касиновский                    | Стрелецкий район                                  | |
| 47 | Нижне-Солотинский                    | Обоянский район                                   | |
| 48 | Никольский                           | Поныровский район                                 | |
| 49 | Ново-Сергиевский                     | Иванинский район                                  | |
| 50 | Новосельский                         | Верхнелюбажский район                             | 1960: упразднён, территория разделена между Игинским и Молотычевским сельсоветами                    |
| 51 | Ольховатский                         | Касторенский район                                | |
| 52 | Остаповский                          | Железногорский район                              | 1979: переименован в Солдатский сельсовет                                                            |
| 53 | Петрово-Карцевский                   | Советский район                                   | |
| 54 | Пименовский                          | Курский район                                     | присоединён к Полянскому сельсовету                                                                  |
| 55 | Погорельцевский                      | Железногорский район                              | 1989: разделён на Кармановский и Снецкой сельсоветы                                                  |
| 56 | Пойменовский                         | Свободинский район                                | |
| 57 | Поселковый                           | Поныровский район                                 | |
| 58 | Пронский                             | Стрелецкий район                                  | |
| 59 | Радубежский                          | Фатежский район                                   | 1954: присоединён к Нижнехалчанскому сельсовету                                                      |
| 60 | Раздоленский                         | Октябрьский район                                 | |
| 61 | Ржавский                             | Пристенский район                                 | |
| 62 | Рышковский                           | Бесединский район                                 | |
| 63 | Самодуровский                        | Поныровский район                                 | |
| 64 | Сапоговский                          | Курский район                                     | присоединён к Пашковскому сельсовету                                                                 |
| 65 | Сдобниковский                        | Фатежский район                                   | 1954: присоединён к Кромскому сельсовету                                                             |
| 66 | Семёновский                          | Конышёвский район                                 | |
| 67 | Семёновский                          | Щигровский район                                  | |
| 68 | Сталинский                           | Медвенский район                                  | 1961: переименован в Паникинский сельсовет                                                           |
| 69 | Старобузский (Старо-Бузский)         | Железногорский район                              | 1984: присоединён к Троицкому сельсовету                                                             |
| 70 | Старомеловский (Старо-Меловский)     | Ясеновский район                                  | |
| 71 | Тёткинский                           | Глушковский район                                 | |
| 72 | Трубежанский                         | Обоянский район                                   | |
| 73 | Трубиченский                         | Михайловский район                                | 1954: упразднён, территория разделена между Разветьевским и Трояновским сельсоветами                 |
| 74 | Успенский                            | Иванинский район                                  | |
| 75 | Ушаковский                           | Фатежский район                                   | 1962: присоединён к Большежировскому сельсовету                                                      |
| 76 | Ходяковский                          | Глушковский район                                 | 2000: присоединён к Сухиновскому сельсовету                                                          |
| 77 | Хомутовский                          | Хомутовский район                                 | |
| 78 | Шиповский                            | Кривцовский район                                 | |